# Formfaktor (Computertechnik)
In der Computertechnik ist der Formfaktor eine Angabe über Größe und Befestigungsmöglichkeiten eines Bauteils, das in einem Computer Verwendung findet. Durch diese Standardisierung können verschiedene Komponenten einfach zusammengefügt und ausgetauscht werden. Oft ist mit dem Begriff Formfaktor nichts anderes gemeint als mit dem Begriff Format, manchmal auch so viel wie mit Standard oder Spezifikation. Obwohl insofern der Wortbestandteil Faktor etwas irreführend ist, wird der Begriff sehr oft als wörtliche Übersetzung aus dem Englischen (form factor) verwendet.
Formfaktoren beschreiben beispielsweise Leiterplatten, Laufwerke und Netzteile. Für PC-Motherboards (Hauptplatinen) werden zum Beispiel Abmessungen, Bestückungshöhen der elektronischen Bauelemente sowie Anzahl, Ort und Größe der Befestigungslöcher festgelegt.

## Hauptplatinen

Maße populärer Hauptplatinenstandards (Ansicht von unten)

Kompatible Abmessungen und Schraubaufnahmen vom ATX, micro-ATX, flex-ATX, mini-ITX und AT, Baby-AT

Vergleich von mini-ITX mit ITX sowie ATX µATX mit DTX

Mainboards, die kleinere Abmessungen als ATX haben, werden häufig auch unter dem Sammelbegriff Small Form Factor zusammengefasst.
| Formfaktor                    | Größe in mm       | Größe in Zoll | Bemerkungen |
| ----------------------------- | ----------------- | ------------- | --- |
| 3,5″                          | 146 × 102         | 5,75 × 4,00   | basierend auf dem entsprechenden Festplattenformat |
| 5,25″                         | 203 × 146         | 8 × 5,75      | basierend auf dem entsprechenden Festplattenformat |
| AT                            | 305 × 279–330     | 12 × 11–13    | 1984, IBM PC/AT |
| ATX                           | 305 × 244         | 12 × 9,6      | 1996 |
| Baby-AT                       | 216 × 204–330     | 8,5 × 8–13    | |
| BTX                           | 325 × 267         | 12,8 × 10,5   | Intel 2003, aufgegeben 2006 |
| COM Express Extended          | 110 × 115         | 4,3 × 4,5     | PICMG |
| COM Express Basic             | 125 × 095         | 5 × 3,7       | PICMG |
| COM Express Compact           | 95 × 95           | 3,7 × 3,7     | PICMG |
| COM Express Mini              | 84 × 55           | 3,3 × 2,17    | PICMG |
| CoreExpress                   | 65 × 58           | 2,28 × 2,56   | SFF-SIG |
| DTX                           | 244 × 203         | 9,6 × 8       | AMD 2007 |
| EBX                           | 146 × 203         | 5,75 × 8,0    | |
| EPIC                          | 115 × 165         | 4,5 × 6,5     | 2004 |
| ETX                           | 114 × 95          | 4,5 × 3,7     | Kontron |
| E-ATX                         | 305 × 330         | 12 × 13       | 2000 |
| Enhanced E-ATX (EE-ATX)       | 347,47 × 330,20   | 13,68 × 13,00 | Supermicro Server Boards |
| Flex-ATX                      | 229 × 191         | 9,0 × 7,5     | Intel 1999 |
| HPTX                          | 345 × 381         | 13,6 × 15,0   | EVGA prägte 2010 den Formfaktor HPTX mit dem Super Record 2 (SR-2), das für 2 Dual-QPI-LGA1366-Sockel-CPUs (Intel Core i7, Intel Xeon (Nehalem)), 7 × PCI-E- und 12 × DDR3-Steckplätze ausgelegt war |
| ITX                           | 215 × 191         | 8,46 × 7,52   | VIA 2001 |
| LPX                           | 229 × 279…330     | 9 × 11…13     | semi-proprietär 1996 |
| Micro-ATX (µATX, mATX, M-ATX) | 244 × 244         | 9,6 × 9,6     | 1996; Boards mit nur zwei RAM-Steckplätzen sind inzwischen abweichend vom Standard oft deutlich schmaler.                                                                                            |
| Micro-BTX (µBTX)              | 264 × 267         | 10,4 × 10,5   | Intel 2003, aufgegeben 2006 |
| Mini-ATX                      | 284 × 208         | 11,2 × 8,20   | veralteter Standard, bis ATX-Version 2.03 enthalten, in ATX-Version 2.1 entfernt |
| Mini-ATX                      | 150 × 150         | 5,9 × 5,9     | Formatbezeichnung für eine Baureihe der Firma AOpen |
| Mini-DTX                      | 170 × 203         | 6,7 × 80,     | AMD 2007 |
| Mini-ITX                      | 170 × 170         | 6,7 × 6,7     | Shuttle 2003, danach VIA |
| Mini-LPX                      | 203–229 × 254–279 | 8–9 × 10–11   | siehe LPX |
| Mini-STX                      | 147 × 140         | 5,8 × 5,4     | Intel 2015 |
| Nano-ITX                      | 120 × 120         | 4,7 × 4,7     | VIA 2004 |
| NLX                           | 203–229 × 254–345 | 8–9 × 10–13,6 | Intel 1999 |
| Next Unit of Computing (NUC)  | 101,6 × 101,6     | 4 × 4         | Intel 2014 |
| PC/104                        | 90 × 96           | 3,550 × 3,775 | |
| Pico-BTX                      | 203 × 267         | 8 × 10,5      | Intel 2003, aufgegeben 2006 |
| Pico-ITX                      | 100 × 72          | 4 × 2,8       | VIA 2007 |
| SSI CEB                       | 305 × 267         | 12 × 10,5     | |
| SSI EEB                       | 305 × 330         | 12 × 13       | |
| SSI MEB                       | 330 × 406         | 13 × 16       | |
| STX                           | 96 × 90           | 3,7 × 3,5     | Axiomtek |
| UTX                           | 108 × 88          | 4,25 × 3,46   | TQ-Components |
| WTX                           | 356 × 425         | 14 × 16,7     | Intel 1998 |
| XL-ATX                        | 345,4 × 263,0     | 13,5 × 10,3   | EVGA, Gigabyte, MSI (kein offizieller Standard) |
| XT                            | 216 × 279         | 8,5 × 11      | 1983, IBM PC XT |
| Qseven                        | 70 × 70           | 2,75 × 2,75   | SGeT |
| µQseven                       | 40 × 70           | 1,57 × 2,75   | SGeT |
| EmbeddedNUC                   | 102 × 102         | 4 × 4         | SGeT |

Fettgedruckt: spezifizierte Maße (ungerundet)

## Festplatten

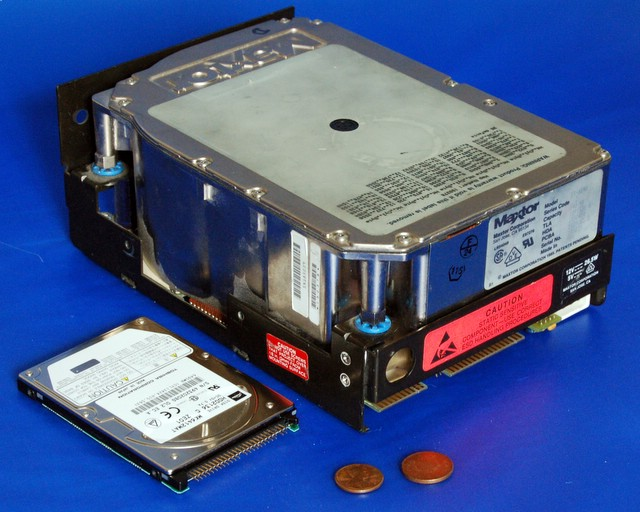
MFM-5,25″-Festplatte (volle Höhe) und 2,5″-Festplatte

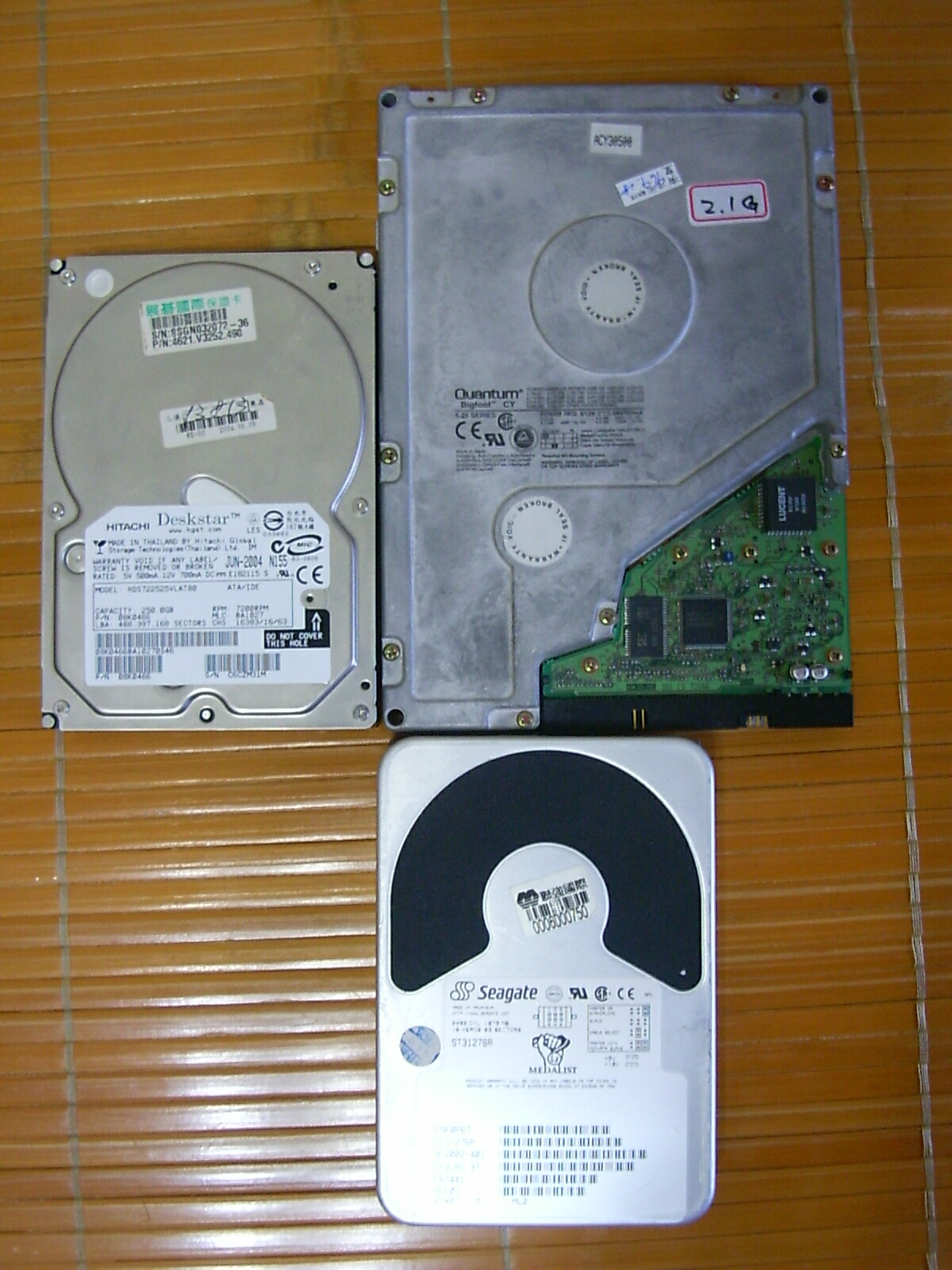
Quantum „Bigfoot“ 5,25″-Festplatte (Low Profile) neben zwei 3,5″-Festplatten (Low Profile)

| Formfaktor                | Größe in mm           | Größe in Zoll                      | Bemerkungen                              |
| ------------------------- | --------------------- | ---------------------------------- | ---------------------------------------- |
| 5,25″ – volle Höhe        | 146 × 203 × 82,6      | 5,75 × 8,00 × 3,25                 | frühe 1980er- bis Mitte 1980er-Jahre     |
| 5,25″ – halbe Höhe        | 146 × 203 × 41,4      | 5,75 × 8,00 × 1,63                 | frühe 1980er- bis Mitte 1990er-Jahre     |
| 5,25″ – Low Profile       | 146 × 203 × 25,4      | 5,75 × 8,00 × 1,00                 | frühe bis späte 1990er-Jahre             |
| 5,25″ – Ultra Low Profile | 146 × 203 × 19 (20,3) | 5,75 × 8,00 × 0,75 (0,8)           | frühe bis späte 1990er-Jahre             |
| 3,5″0 – halbe Höhe        | 101,6 × 146 × 41,4    | 4,00 × 5,75 × 1,63                 |                                          |
| 3,5″0 – Low Profile       | 101,5 × 146 × 26,1    | 4,00 × 5,75 × 1,028                | Desktops, verbreitetste Bauform 2005     |
| 2,5″0 – 19 mm Höhe        | 70 × 100 × 19         | 2,75 × 3,94 × 0,75                 | ältere Notebooks                         |
| 2,5″0 – 17 mm Höhe        | 70 × 100 × 17         | 2,75 × 3,94 × 0,67                 | ältere Notebooks                         |
| 2,5″0 – 12,5 mm Höhe      | 70 × 100 × 12,4       | 2,75 × 3,94 × 0,49                 | Notebooks                                |
| 2,5″0 – 9,5 mm Höhe       | 70 × 100 × 9,4        | 2,75 × 3,94 × 0,37                 | Notebooks                                |
| 2,5″0 – 7 mm Höhe         | 70 × 100 × 7          | 2,75 × 3,94 × 0,27                 | übliche SSD-Bauhöhe                      |
| 1,8″                      | 54 × 70 × (5/7/8/9,5) | 2,13 × 2,75 × (0,2/0,28/0,31/0,37) | ältere Miniatur-Notebooks und MP3-Player |
| 1″,00 – Microdrive        | 30 × 40 × 5           | 1,2 × 1,6 × 0,2                    | ältere MP3-Player und Digitalkameras     |

## Optische Laufwerke
Die Abmessungen optischer Laufwerke betragen üblicherweise:
| Formfaktor               | Abmessungen in mm | Abmessungen in mm | Abmessungen in mm |
| Formfaktor               | Breite            | Höhe              | Tiefe             |
| ------------------------ | ----------------- | ----------------- | ----------------- |
| PC-Laufwerk 5,25″        | 146               | 41                | 165–200           |
| SlimLine-Laufwerk 5,25″  | 128               | 12,7              | 124–130           |
| UltraSlim-Laufwerk 5,25″ | 128               | 9,5               | 124–130           |